# Camilo Farías
Camilio Henrique Farías Meza (Talca, Chile, 27 de abril de 1992) es un futbolista chileno. Se formó en las divisiones inferiores de Rangers, donde hace su debut en el profesionalismo el año 2008.

## Clubes
| Club                       | País  | Año       |
| -------------------------- | ----- | --------- |
| Rangers de Talca           | Chile | 2008-2014 |
| Independiente de Cauquenes | Chile | 2015-2020 |
| Seminario de Talca         | Chile | 2021-2022 |

## Palmarés

### Campeonatos nacionales
| Título                      | Club                       | País  | Año  |
| --------------------------- | -------------------------- | ----- | ---- |
| Tercera División A de Chile | Independiente de Cauquenes | Chile | 2015 |

- Datos: Q5742112